# Marian Filar

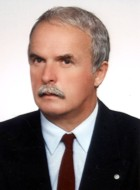
Marian Filar

Marian Filar (* 6. Oktober 1942 in Krosno; † 1. Juni 2020) war ein polnischer Rechtswissenschaftler, ordentlicher Professor, Politiker und von 2007 bis 2011 Abgeordneter des Sejm in der VI. Wahlperiode.

## Wissenschaftliche Tätigkeit
1967 machte er einen Abschluss an der Fakultät für Rechts- und Verwaltungswissenschaften der Nikolaus-Kopernikus-Universität Toruń. Er promovierte 1972 an derselben Fakultät. 1977 habilitierte er sich. In den Jahren 1978 bis 1979 war er ziviler Angestellter und Dozent an der Offiziers-Hochschule beim Innenministerium „F. Dzierżyński“ in Legionowo. Den Titel eines Professors erhielt er im Jahr 1988, ordentlicher Professor wurde er 1991. Seit 1990 hat er einen Lehrstuhl für Strafrecht und Kriminalpolitik an der Universität Toruń. Er war zwischen 1988 und 1990 Dekan der Fakultät für Rechts- und Verwaltungswissenschaften und Prorektor der Universität zwischen 1990 und 1993.
Er war Mitglied vieler polnischer und internationaler wissenschaftlicher Gesellschaften und leitender Gremien. Er war Autor von 180 Arbeiten und Monographien aus dem Bereich Strafrecht, Sexualstrafrecht und Medizinstrafrecht. Er hat viele Doktor- und Magisterarbeiten betreut.
Er hat an vielen ausländischen Universitäten Vorlesungen gehalten (unter anderem in Deutschland, Italien und Finnland). Er war Experte für die Vereinten Nationen im Bereich Verbrechensverhütung und -kontrolle. Er war Co-Autor der Kodifikation des Strafrechts. Er war Spezialist im Bereich Sozialstraftaten.
Er war Generalsekretär der Wissenschaftlichen Gesellschaft in Toruń, Vorsitzender der Freunde von Toruń. Er war Autor eines wöchentlichen Feuilletons, zuerst in der Zeitung Nowości, danach in der Toruńer Lokalausgabe der Gazeta Wyborcza.

## Politische Tätigkeit
Zuerst war er Mitglied des Kongres Liberalno-Demokratyczny (Liberal-demokratischer Kongress – KLD), danach trat er der Unia Wolności (Freiheitsunion – UW) bei und wurde schließlich Mitglied der Partia Demokratyczna – demokraci.pl (Demokratische Partei – PD) (bis August 2006). In den Jahren 1997 bis 2001 war er Stellvertretender Leiter des Staatstribunals.
Er kandidierte mehrere Male erfolglos in unterschiedlichen Wahlen. 1997 bewarb er sich über die Liste der UW bei den Wahlen zum Sejm. 2001 kandidierte er für den Senat für das Komitee Blok Senat 2001, ein Jahr später über eine lokale Gruppe für den Sejmik der Woiwodschaft Kujawien-Pommern. Im Juli 2004 kandidierte er bei den Wahlen zum Europäischen Parlament, jedoch genügte die von ihm erreichte Stimmenzahl von 29.185 Stimmen nicht für ein Abgeordnetenmandat. Bei den Parlamentswahlen 2005 hatte er den ersten Platz auf der Liste der PD für den Wahlkreis Toruń. Bei den Kommunalwahlen 2006 kandidierte er mit Unterstützung der Platforma Obywatelska (Bürgerplattform – PO) für den Posten des Stadtpräsidenten von Toruń, unterlag jedoch gegen den Amtsinhaber Michał Zaleski.
Bei den Parlamentswahlen 2007 wurde er für den Wahlkreis Toruń mit 21.892 Stimmen über die Liste der Lewica i Demokraci (Linke und Demokraten – LiD) in den Sejm gewählt. Nach der Wahl trat er erneut in die PD ein und war Mitglied im Programmrat und in Regionalgremien dieser Partei. Im Dezember 2007 wurde er zum Repräsentanten des Sejm im Landesrat für Gerichtsbarkeit. Er war Mitglied der Sejm-Kommissionen für Justiz und Stellvertretender Vorsitzender der Kommission für Gesetzgebung.
Am 9. April 2008 war er Mitbegründer der Demokratischen Fraktion. Gemeinsam mit Bogdan Lis wechselte er im Juni 2009 zur Stronnictwo Demokratyczne. 2011 kandidierte er erfolglos für den Senat.

## Ehrungen
- 2015 Offizierskreuz des Ordens Polonia Restituta[3]